# Orde dels Florians
L'Orde dels Florians o Orde de Sant Joan de la Flor, en llatí Ordo Floriacensis, va ésser un orde monàstic da la família cistercenca, que aspirava a una vida més mística, contemplativa i rigorosa de l'observança cistercenca.

## Història
L'orde va ésser fundada en 1189 per l'abat Joaquim de Fiore, que fundà una comunitat a l'abadia de San Giovanni in Fiore, al voltant de la qual s'originà el nucli de població actual.
Joaquim, en deixar l'abadia de Corazzo, en 1188, ja era conegut i era considerat com un sant. Retirat a Pietralata (rebatejada com a Petra Olei, van començar a arribar-hi molts seguidors. Joaquim començà a cercar un lloc per hostatjar-los, ja que volien viure en comunitat. A la Sila, trobà el lloc anomenat Jure vetere Sottano, avui al terme de San Giovanni in Fiore, on va traslladar-se amb els seus seguidors. El rei Guillem II de Sicília li concedí les terres, amb 300 ovelles i gra per a establir-hi una comunitat religiosa, començant així la construcció del protomonestir de Fiore Vetere ("Fiore Antic"), que va ésser dedicat a Sant Joan Evangelista i fou l'origen de l'actual poble de San Giovanni in Fiore.
El monestir havia de tenir set oratoris o domus religionis on es practicava l'educació religiosa i la vida espiritual. A més de les tasques agrícoles, els monjos feien treballs artesans com l'orfebreria, la forja, el treball en fusta i pedra o la fabricació de tapissos.
Mentrestant, Joaquim fundà els monestirs de Bonoligno i Tassitano. Va ser llavors quan anà a Roma i Celestí III li concedí l'aprovació de l'orde, llavors considerat com una congregació benedictina, i els seus instituts. Les constitucions de l'orde, redactades pel fundador, van ésser aprovades el 25 d'agost de 1196 pel papa Celestí III, conservant els principals valors de la Regla de Sant Benet i de les constitucions cistercenques. En general, la regla de vida és més rigorosa que a l'Orde del Cister (per exemple, els monjos anaven descalços i vestien un hàbit de roba grollera i aspra), i el breviari disposa les hores de l'ofici diví en un ordre diferent.

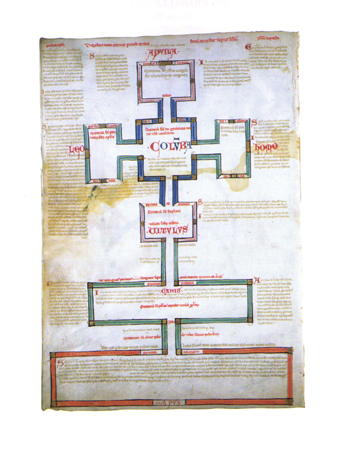
Pàgina del Liber figurarum de Joaquim de Fiore amb l'esquema del Monasterium
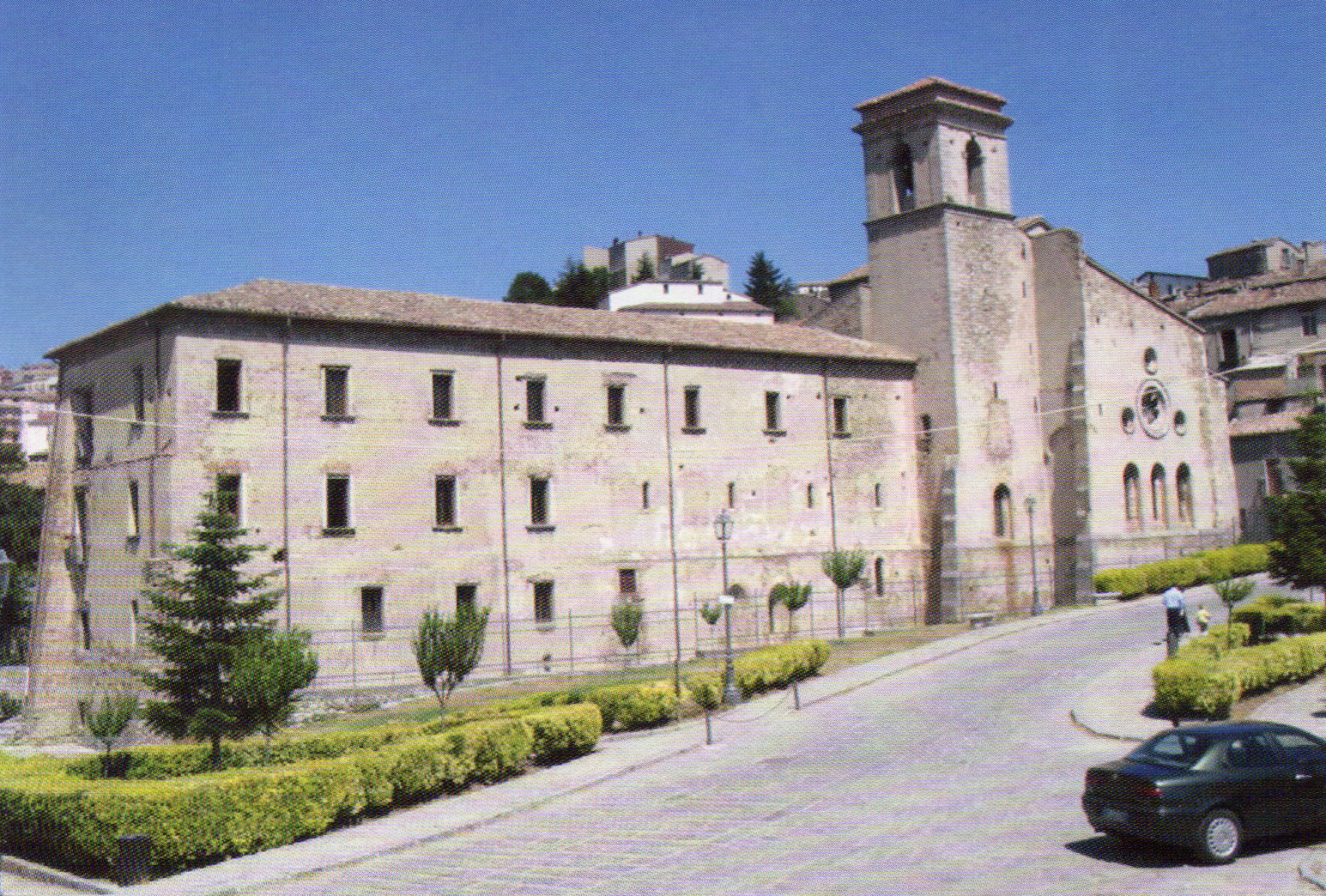
Abadia i església de San Giovanni in Fiore
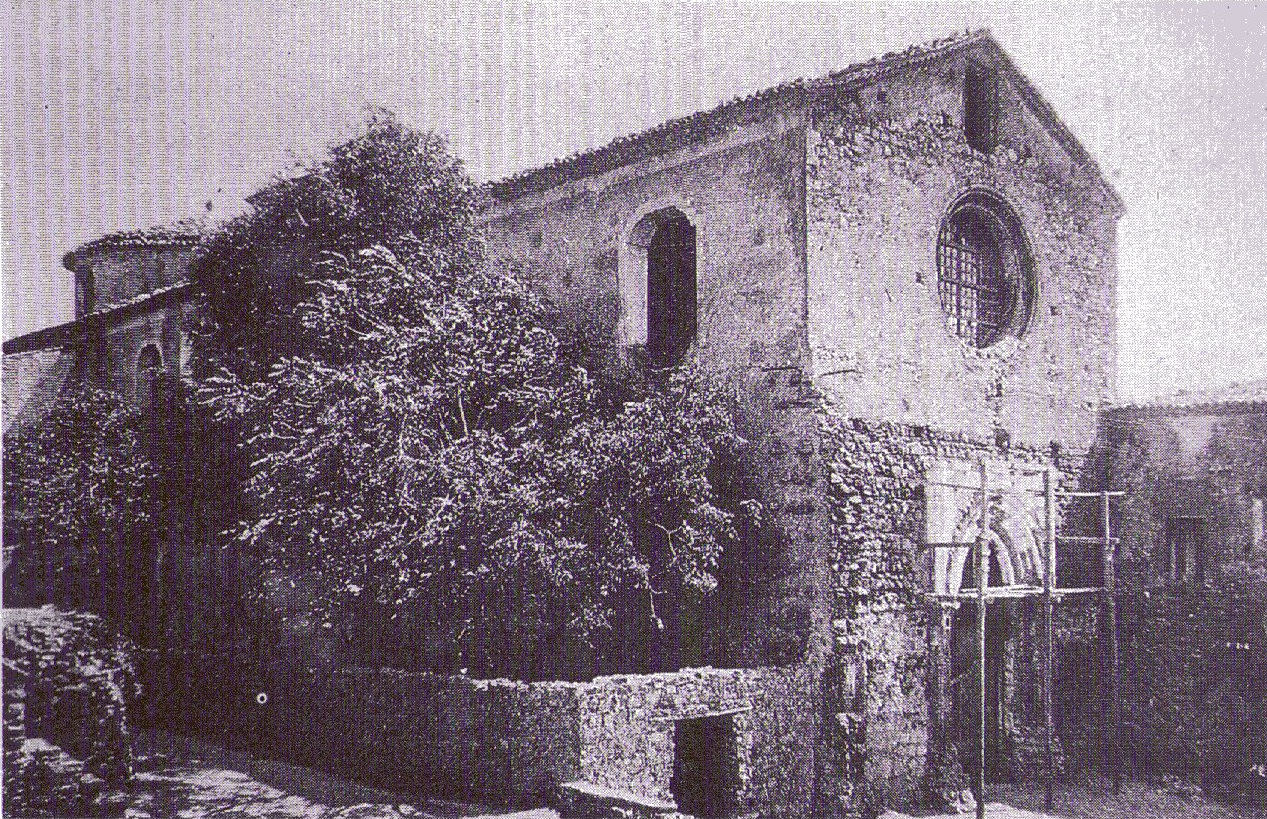
L'abadia en els anys vint del segle XX
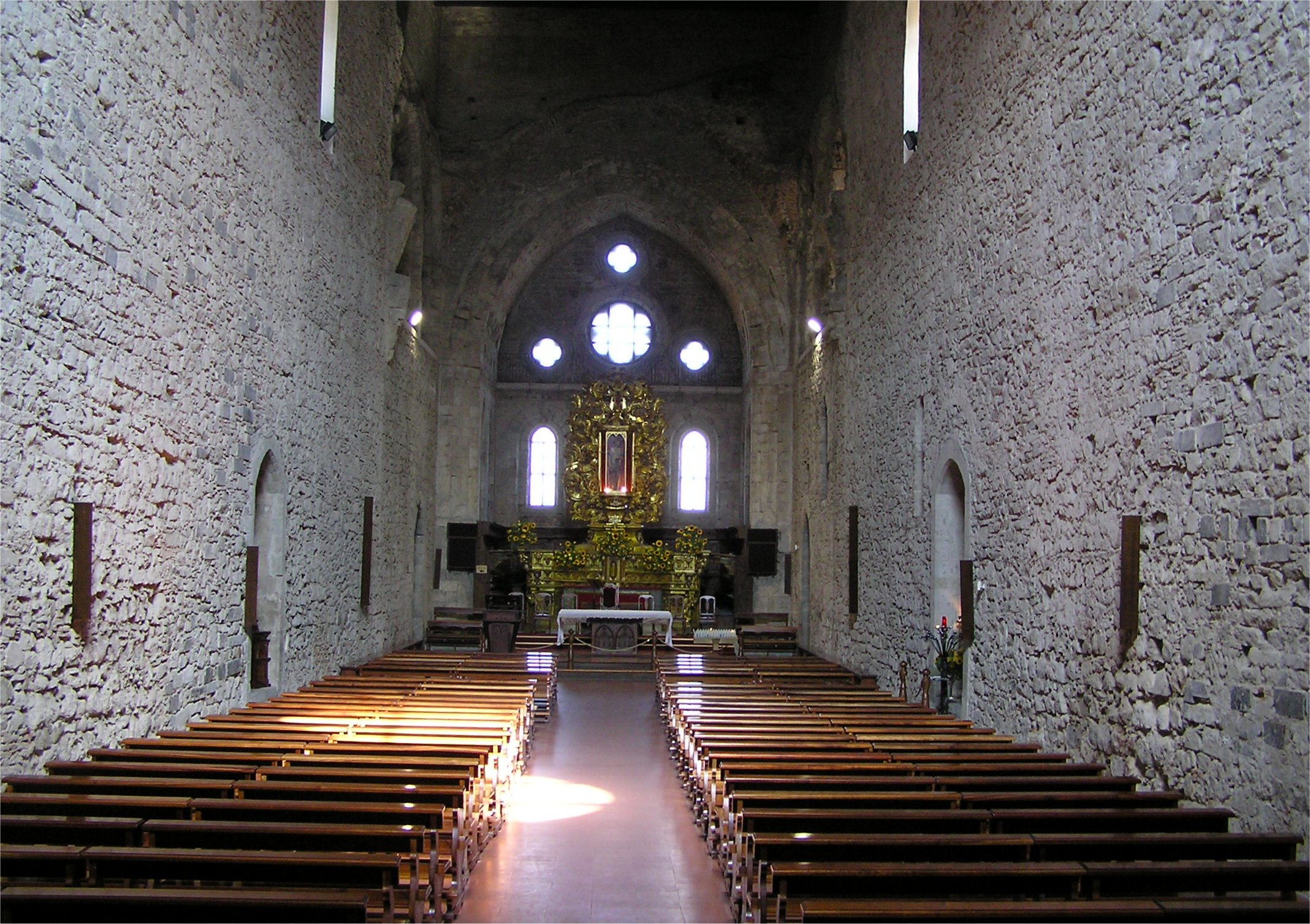
Interior de San Giovanni in Fiore.

Els florians, mentrestant, colonitzaren les terres assignades i conrearen els territoris de Bonoligno i Faradomus, amb l'ajut de laics, fent-hi obres d'irrigació. La construcció de l'abadia va ésser lenta, i l'església encara no estava acabada en 1226, quan hi foren traslladades les restes del fundador.
L'orde tingué una ràpida expansió i durant el govern de l'abat Matteo Vitari, successor de Joaquim (1202-1234), l'orde tenia un centenar de cases entre monestirs i esglésies a Calàbria, Pulla, Campània, Laci i Toscana. Els monestirs eren 35, masculins, i quatre més per a monges que seguien la mateixa regla.
A partir de 1470 el govern de les abadies fou confiat a abats comandataris, iniciant l'orde un declivi. El 1505 l'abadia de San Giovanni in Fiore i els convents que en depenien van ésser incorporats a l'Orde del Cister. El 1515, els altres convents es van unir als cartoixans o els dominics. Cap al 1570 l'Orde Florià ja havia deixat deixar d'existir com a tal.

## Elmonasteriumideal
Joaquim de Fiore va descriure un esquema de vida religiosa ideal per al temps futur. Es tractaria d'una congregació agrupada en un lloc anomenat Monasterium i on viurien persones diferents, agrupades en set oratoris, amb adscripcions simbòliques a parts del cos i a animals, que vol ésser una representació de la Jerusalem celestial:
- Oratori de la Santa Mare de Déu i de la Santa Jerusalem: al centre del complex, hi viu l'abat i guia; simbolitzat pel colom, és el nas del cos del monestir.
- Oratori de Sant Joan Evangelista: dedicat a la vida contemplativa; s'assimila als ulls i a l'àguila.
- Oratori de Sant Pere: dedicat als ancians i els malalts, on faran treballs manuals lleugers; són les mans, simbolitzades pel lleó.
- Oratori de Sant Pau: dedicat a l'estudi; són les orelles, simbolitzades per l'home.
- Oratori de Sant Esteve: dedicat a qui tendeix a la vida activa i no pot anar més enllà en la disciplina espiritual. És la boca, simbolitzada pel xai.
- Oratori de Sant Joan Baptista: per a sacerdots i clergues no regulars que volen viure en comunitat. Els peus, simbolitzat pel gos.
- Oratori del Sant Patriarca Abraham: per als laics casats i les seves famílies. És el cos i les ovelles.

Al Monasterium poden conviure laics casats o no, clergat secular i conventual, monjos, etc., tots sota la guia d'un únic abat, que proposa la regla que servirà per assolir la perfecció i la vida eterna, mitjançant un gradual progrés espiritual. La implicació dels laics, fins llavors al marge de la vida religiosa, era un tret revolucionari.